# Léon Jallot
Pour les articles homonymes, voir Jallot.
 (août 2019).
Si vous disposez d'ouvrages ou d'articles de référence ou si vous connaissez des sites web de qualité traitant du thème abordé ici, merci de compléter l'article en donnant les références utiles à sa vérifiabilité et en les liant à la section « Notes et références ».
Léon Jallot, né le 24 janvier 1874 à Nantes et mort le 7 mai 1967 dans le 7e arrondissement de Paris est un sculpteur et ébéniste français.
Il s'essaye dès son plus jeune âge à la peinture, au vitrail, à la céramique et à la fabrication de meubles.

## Biographie
Léon Albert Jallot naît le 24 janvier 1874 à Nantes, fils de Léon Édouard Jallot, marbrier, et de Jeanne Perraud, cigarière. 
Il étudie à Paris mais ne fréquente aucune école d'art. Sans aucune formation formelle, à part un sens général raffiné de la culture, il ouvre son propre atelier en 1890 et commence à sculpter  le bois et à fabriquer ses propres  meubles. Très discipliné, il débute comme sculpteur sur bois. En 1899, il devient directeur de l’atelier Art nouveau du collectionneur Siegfried Bing. Il y resta jusqu'en 1901, supervisant la production du magasin et l'installation de Bing à  l'Exposition universelle de 1900 à Paris. Il a participé à la création de certaines des œuvres les plus prisées du mouvement Art nouveau – celles conçues par le célèbre trio de la firme : Georges de Feure, Édouard Colonna et Eugène Gaillard.
En 1901, devient l'un des membres fondateurs du premier Salon des artistes décorateurs, une organisation qui a produit des expositions annuelles très attendues au cours de la première moitié du XXe siècle. En 1903, il fonde son propre atelier de décoration où il conçoit et fabrique des meubles, des tissus, des tapis, des tapisseries, de la verrerie.
Jallot est le premier des designers de l'Art nouveau à se détourner de l’ornementation florale et à poursuivre le linéarisme, qui le conduira plus tard ver l'Art déco.
L'œuvre de Jallot a été  présentée aux Salons de la Société nationale des  beaux-arts de 1908 et au Salon d’automne de 1919.
Il crée des meubles pour le grand salon du pavillon de l'ambassade française et pour l'hôtel du Collectionneur à l'Exposition internationale des Arts décoratifs et industriels modernes de 1925 à Paris.
À partir de 1921, Léon Jallot collabore avec son fils Maurice. Ensemble, ils  conçoivent une grande variété de meubles et d’ameublement. Ses meubles avaient des lignes simples et des surfaces plates qui étaient laquées, peintes ou recouvertes de galuchat ou de cuir. Dans les années 1920, ils ont commencé à incorporer des matériaux synthétiques et du métal dans leurs travaux.
Léon Jallot est un maître des bois sculptés et des laques. Sa longue maîtrise des deux supports a été citée et l'accent a été mis sur l’effet de préservation de la laque sur les bois non traités. Les panneaux décoratifs et les écrans ont été sculptés en bas-relief avec une variété de thèmes qui ont ensuite été définis dans des laques polychrome sur fond doré. Celles-ci ont été produites dans le milieu des années 1930.
Léon Jallot prend sa retraite dans les années 1940, pendant que son fils Maurice Jallot poursuit l'activité familiale jusqu'en 1950.
Il meurt le 7 mai 1967 dans le 7e arrondissement de Paris.

## Distinctions
Léon Jallot est nommé chevalier de l'ordre national de la Légion d'honneur par décret du 2 août 1919 puis promu officer, du même ordre, par décret du 9 mai 1926.

### Source
- (en) « Léon Jallot » sur Calderwood Gallery .